# Szczecinowo
Szczecinowo [pronunciación en polaco: /ʂt͡ʂɛt͡ɕiˈnɔvɔ/] (en alemán: Steinberg) es un pueblo ubicado en el distrito administrativo de Gmina Stare Juchy, dentro del Distrito de Ełk, Voivodato de Varmia y Masuria, en Polonia del norte. Se encuentra aproximadamente a 6 kilómetros al norte de Stare Juchy, a 21 kilómetros al noroeste de Ełk, y a 112 kilómetros al este de la capital regional Olsztyn.
Antes de 1945, el área fue parte de Alemania (Prusia Oriental).